# William Ashley (ekonomhistoriker)
William James Ashley, född 25 februari 1860, död 23 juli 1927, var en engelsk nationalekonom.
Ashley studerade i Oxford och var lärjunge till Arnold Toynbee. År 1885 blev han fellow och lärare vid Lincoln college i Oxford och utnämndes 1888 till professor i nationalekonomi vid universitetet i Toronto, men lämnade 1892 denna post för att tillträda en professur i ekonomisk historia vid Harvarduniversitetet i Massachusetts, den första professuren i detta ämne. Ashley återvände 1910 till England som professor i handels- och finansvetenskap vid universitetet i Birmingham och avgick 1925 från professuren. Han adlades 1917. Bland Ashleys arbeten märks The early historiy of the English woollen industry (1887), hans stora arbete Introduction to English economic history and theory (1888-93), Surveys, historic and economic (1900), Adjustment of wages (1903), Progress of the German working classes (1904), The rise in prices (1912), Gold and prices (1912), The economic organisation of England (1914), The christian outlook (1925), Business economics (1926), förutom ett stort antal uppsatser. Ashley har dessutom utgett en serie ekonomiska klassiker, bland annat Gustav von Schmoller, Anne Robert Jacques Turgot och John Stuart Mill. Han deltog även i utarbetandet av Unionst social reform committees "Social unrest 1914. Ashley stödde Joseph Chamberlains tullreformsträvanden (The tariff problem, 1904). Under krigsåren och senare användes han flitigt i offentliga kommittéer, som kolkommittéen 1914, konsumenternas råd 1918 och levnadskostnadskommittén 1918.